# سعيد جليلي
سعيد جليلي (مواليد مشهد، 1965م (1344 هجري شمسي))، سياسي ودبلوماسي إيراني. تقلد مناصب عدة في الجمهورية الإسلامية الإيرانية. من بينها رئيس مكتب التفتيش بوزارة الخارجية وأمين المجلس الأعلى للأمن القومي، كما قاد المفاوضات النووية مع الدول الست الكبرى في فترة 21 أكتوبر 2007 حتى 5 سبتمبر 2013، ويرى البعض أنه حقق نجاحات أكسبت إيران موقفاً قوياً في مواجهة الغرب حول برنامجها النووي. في 12 سبتمبر 2013 تم تعيينه عضوًا في مجمع تشخيص مصلحة النظام من قبل المرشد الأعلى للثورة الإسلامية آية الله علي الخامنئي.
ترشح لانتخابات إيران الرئاسية 2013 وحصل على المرتبة الثالثة باربعة ملايين و168 ألف صوت. كما خاض الانتخابات الرئاسية لعام 2021، لكنه استقال لصالح السيد إبراهيم رئيسي قبل يومين من انطلاق الانتخابات.

## النشأة والتعليم
ولد سعيد جليلي عام 1965 في مدينة مشهد شمال شرق إيران. أكمل دراسته الابتدائية والثانوية في مدينة مشهد. وبعدها تابع تحصيله العلمي في جامعة إيران للعلوم والتقنية في طهران، ثم حصل على الدكتوراه في العلوم السياسية من جامعة الإمام صادق. وكان عنوان رسالته «أساس الفكر السياسي الإسلامي في القرآن».
خلال دراسته الثانوية والجامعية، شارك جليلي في الحرب الإيرانية العراقية (1980-1988) عضوًا في البسيج، وهي قوة من المتطوعين، وقطع دراسته من أجل المشاركة في تلك الحرب. وفي كانون الثاني 1986، كان قائد وحدة الاستشراف في لواء الإمام الرضا الـ21 في محافظة خراسان. وفي عملية «كربلاء 5» عام 1986 أصيب إصابة بالغة وفقد ساقه اليمنى.
منذ عام 2000 يدرّس جلیلي العلوم السياسية في جامعة الإمام الصادق. كما سبق ومارس التدريس في كلية الإدارة والاقتصاد في جامعة شريف التكنولوجية. وهو يتقن اللغتين الإنجليزية والعربية.

## المناصب
بدأ جليلي حياته الدبلوماسية عام 1989 بإلتحاقه بالعمل في وزارة الخارجية. ثم تولی منصب رئيس مكتب التفتيش بوزارة الخارجية واستمر بمنصبه حتي عام 1996م. وبعد ذلك عمل مساعدًا أول للشؤون الأمريكية في وزارة الخارجية. وبعدها عمل في مكتب المرشد الأعلى للجمهورية الإسلامية علي خامنئي، مديرًا للتحقيقات الجارية في الفترة ما بين 2001-2005.
وبعد وصول محمود أحمدي نجاد إلى الرئاسة في أغسطس 2005، عين جليلي نائبا لوزير الخارجية لشؤون أوروبا والولايات المتحدة. وكان في منصبه حتى أكتوبر 2007. خلال نفس الفترة عمل أيضًا مستشارًا للرئيس أحمدي نجاد.
وفي سبتمبر 2007 شغل جليلي منصب أمين المجلس الأعلى للأمن القومي، ورئيس فريق التفاوض النووي الإيراني مع الدول الغربية. في 28 يوليو 2008، عرفه المرشد الأعلى لإيران، علي خامنئي، بانه وكيله في المجلس الاعلى للامن القومي.
عندما وصل حسن روحاني إلى السلطة، في 10 سبتمبر 2013 أقال جليلي وعيّن علي شمخاني أمينا لمجلس الأمن القومي خلفا له. وبعد فقدانه هذا المنصب، عينه المرشد علي خامنئي في سبتمبر 2013 عضوا في مجلس تشخيص مصلحة النظام، وهو مايزال في هذا المنصب حتى اليوم.
وفي 16 يونيو 2014 أيضا عُيّن عضوًا في المجلس الاستراتيجي للعلاقات الخارجية. وهو يرأس اللجنة السياسية للمجلس.

## الانتخابات الرئاسية

### 2013

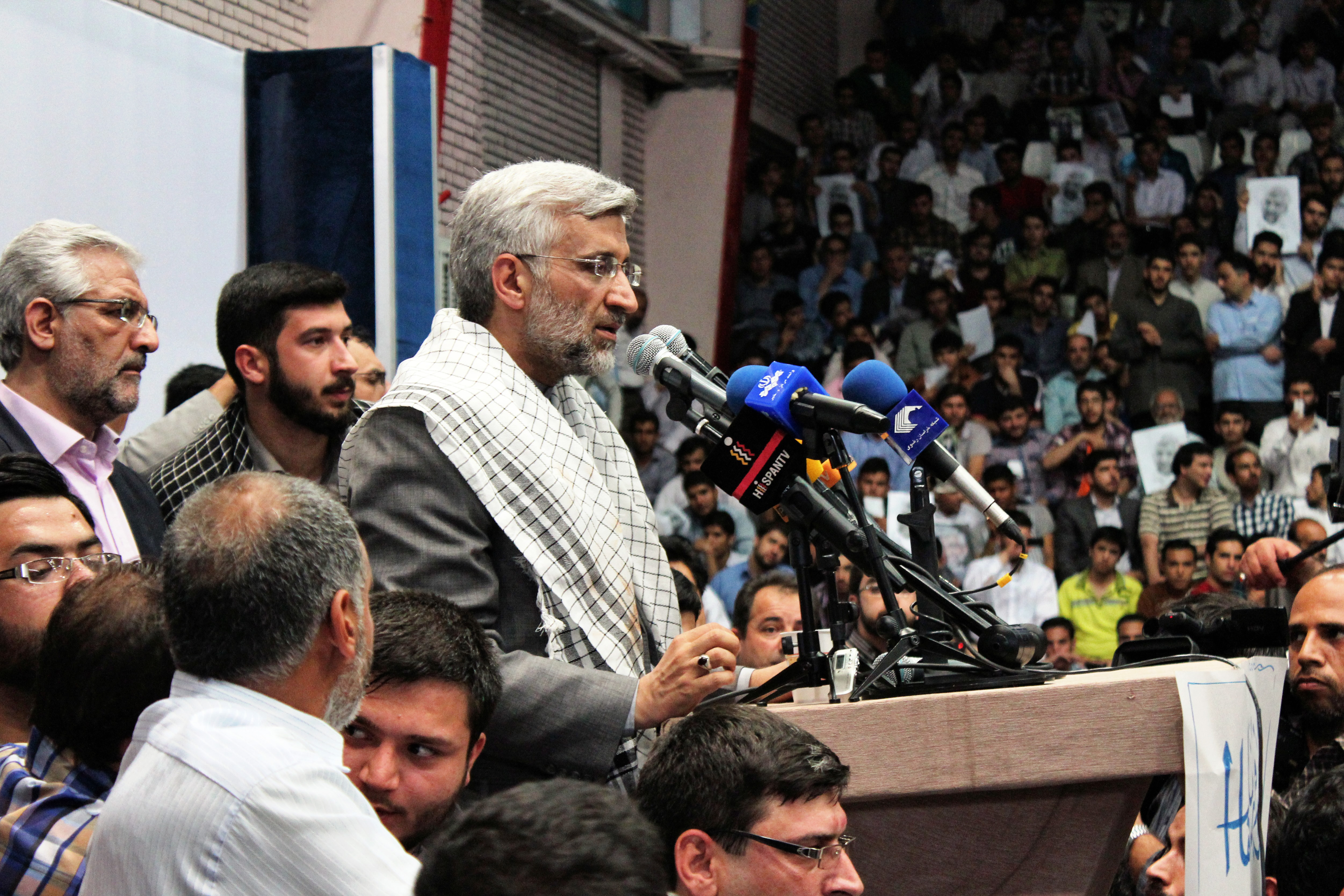
جليلي خلال رحلته الانتخابية إلى مشهد2013

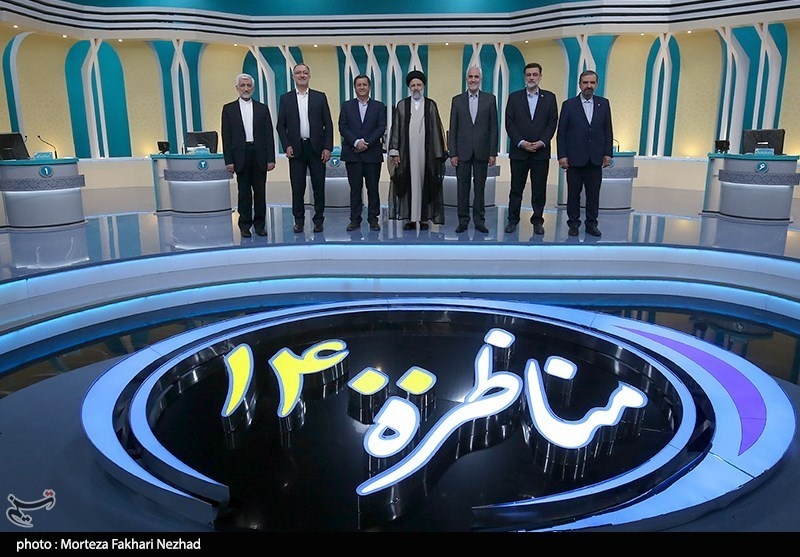
حضور المرشحين ال7 في المناظرة التلفزيونية لانتخابات الرئاسة في إيران 2021

رشح سعيد جليلي نفسه في انتخابات يونيو عام 2013 لمنصب رئاسة الجمهورية في إيران. وقد سجل نفسه كمرشح رئاسي يوم 11 مايو 2013. وافق مجلس صيانة الدستور علی ترشيحه في 21 مايو. فدخل السباق الرئاسي وتنافس مع حسن روحاني ومحمد باقر قاليباف وعلي أكبر ولايتي ومحسن رضائي ومحمد غرضی.
وقد دعمت ترشيحه جبهة ثبات الثورة الإسلامية. وكان شعار حملته الانتخابية «حياة كريمة».
حصل جليلي فی تلك الانتخابات على 4,168,946 صوتاً، أي ما يعادل 11.36٪ من الأصوات المدلى بها. وحل في المرتبة الثالثة بعد كل من محمد باقر قاليباف الذي حل في المرتبة الثانية وبعد المترشح الفائز حسن روحاني.

### 2021
سجل جليلي للانتخابات الرئاسية الثالثة عشرة، يوم 5 مايو 2021، وكان اخر يوم من مهلة التسجيل للانتخابات الرئاسية.
وفي 25 مايو وافق مجلس صيانة الدستور على ترشيحه وترشيح 6 شخصيات أخری لخوض الانتخابات الرئاسية، وهم: إبراهيم رئيسي ومحسن رضائي وعبد الناصر همتي وأمير حسين قاضي زاده وعلي رضا زاكاني ومحسن مهر علي زاده.
دخل الحملة الانتخابية بشعار «الجهاد الكبير لقفزة إيران». وشارك في المناظرات الانتخابية الثلاثة لمرشحي الانتخابات الرئاسية. وقال جليلي في احدی المناظرات انه «إذا ما اردنا في السنوات الاربع القادمة تحقيق قفزة في اقتصاد البلاد فهذا يتطلب تحقيق ثلاثة امور وان كافة الاجهزة يجب ان تعمل لكي تستقطب العملة الصعبة مؤكدا انه يجب تحقيق قفزة في سعر العملة الوطنية والصادرات وحسب برنامجي اريد العمل لتحقيق أكبر حجم من العائدات للبلاد ويجب ان نحقق قفزة في الإنتاج وتوفير فرص العمل وعلى جميع القطاعات ان تقوم بتوفير فرص العمل في المجتمع».
في 16 يونيو 2021، أعلن سعيد جليلي انسحابه من الانتخابات الرئاسية لصالح المرشح إبراهيم رئيسي.

## نتائجه الانتخابية
| عام  | انتخابات | عدد الأصوات | %     | المرتبة | النتائج |
| ---- | -------- | ----------- | ----- | ------- | ------- |
| 2004 | البرلمان |             |       |         | لم يفز  |
| 2008 | البرلمان |             |       |         | لم يفز  |
| 2013 | الرئاسة  | 4,168,946   | 11.31 | 3       | لم يفز  |
| 2021 | الرئاسة  | –           | –     | –       | انسحب   |